# Departamento Capital (Misiones)
Das Departamento Capital liegt im Westen der Provinz Misiones im Nordosten Argentiniens und ist eine von 17 Verwaltungseinheiten der Provinz.
Es grenzt im Norden, getrennt durch den Río Paraná, an Paraguay, im Osten an die Departamentos Leandro N. Alem und Candelaria, im Süden an das Departamento Apóstoles und im Westen an die Provinz Corrientes. 
Die Hauptstadt des Departamento Capital ist Posadas.

## Bevölkerung
Nach Schätzungen des INDEC stieg die Einwohnerzahl von 284.279 Einwohnern (2001) auf 330.569 Einwohner im Jahre 2005.

## Städte und Gemeinden
Das Departamento Capital ist in folgende Gemeinden aufgeteilt:
- Fachinal
- Garupá
- Posadas

## Geographie
Das Departamento liegt in einer leicht gewellten Ebene mit weit auseinanderliegenden, sanft ansteigenden Hügeln. Im Süden steigt das Land, bedingt durch die Nähe zur Sierra de San José, geringfügig an. Der Cerro Galarza erreicht eine Höhe von 230 m.
Die Flüsse und Bäche, die das Departamento durchfließen, strömen in der Regel von Süden nach Norden und münden in den Río Paraná. In den Arroyo Garupá, der, kurz vor seiner Mündung, die Grenze zum Departamento Candelaria bildet, münden von Westen der Arroyo Pindapoy Chico und Arroyo Negro. Der Arroyo Zaimán, in den der Arroyo Estepa mündet, fließt, kurz vor seiner Mündung in den Río Paraná, am südlichen Stadtrand von Posadas vorbei und ist hochgradig verschmutzt. Das Gleiche gilt für den Mündungsverlauf des Arroyo Mártires, der die natürliche westliche Grenze der Stadt Posadas bildet. Der Arroyo Itaembé (etwa: Steinufer) bildet die Provinzgrenze zu Corrientes.

## Klima
Die klimatischen Verhältnisse des Departamento sind subtropisch, ohne Trockenzeit. Die mittlere Jahrestemperatur in Posadas beträgt 21 °C. Die durchschnittlichen jährlichen Niederschläge betragen 1.657 mm, bei durchschnittlich 84 Regentagen jährlich.

## Geschichte
Das Departamento erhält seinen Namen Capital bereits im Jahre 1895, anlässlich einer Verwaltungsneuordnung des Territoriums von Misiones per Regierungsdekret. Damals wurde die Provinz in 14 Departamentos aufgeteilt. Die von der Provinz Corrientes überlassene Stadt Posadas wird aus Infrastrukturgründen, wegen seiner Lage und der Bevölkerung, gleich zur Hauptstadt bestimmt.
Koordinaten: 27° 24′ S, 55° 54′ W